# 弯月蝴蝶鱼
弯月蝴蝶魚，為輻鰭魚綱鱸形目蝴蝶魚科的其中一種。

## 分布
本魚分布於西太平洋區，包括台灣岛、日本、菲律賓、印尼、新幾內亞等海域。

## 深度
水深8至50公尺。

## 特徵
本魚體色為銀藍色。一條黑色鑲黃邊的條紋從頭頂經過眼睛至鰓蓋下緣，背鰭基底有一黑色鑲黃邊新月形斑塊。各鰭除腹鰭、胸鰭外皆為黃色，背鰭、臀鰭、尾鰭邊緣為藍色。鰓蓋邊緣為黃色，體側上有數列排列整齊的黃色斑點。背鰭硬棘12枚、軟條20至22枚；臀鰭硬棘3枚、軟條18至19枚。體長可達16公分。

## 生態
本魚棲息在沿岸礁區，成魚通常成對覓食，屬肉食性，以無脊椎動物為食。

## 經濟利用
可食用，但大多做為觀賞魚。